# Tadž Begova palača
Tadž Begova palača (paštunsko د تاج بېګ ماڼۍ; perzijsko قصر تاج بيگ; Palača velike krone), napačno imenovana tudi Kraljičina palača, je ena od palač v priljubljenem območju Darulaman v Kabulu v Afganistanu. Veličasten dvorec stoji približno 16 kilometrov jugozahodno od središča mesta. Leži na vrhu hriba med vznožjem, kjer je afganistanska kraljeva družina nekoč lovila in imela piknike.
Tadž Begova palača, ki je bila prvotno zgrajena v 1920-ih za bivanje afganistanske kraljeve družine, je ena najbolj impresivnih znamenitosti Darulamana, okrožja, ki ga je v obdobju Amanulaha Kana ustvarila skupina evropskih arhitektov v poskusu modernizacije Afganistana. Palača je služila kot rezidenca generalnega sekretarja Hafziullaha Amina. Palača je bila poškodovana med državljansko vojno v 1990-ih, vendar je bila leta 2021 popolnoma prenovljena.

## Zgodovina
Nedaleč od gradu ali Tapa-e Tadž Beg (hrib Tadž Beg) naj bi že davno našli palačo za kraljico [[Timuridi|Timuridov]g. Terasast vrt so imeli najraje Timuridi in Moguli, danes pa je ostalo nekaj ruševin. Timuridi in njihovi nasledniki, Moguli, so v sorodstvenih odnosih s paštunskimi plemeni Abdali Durrani in kasneje Jusufzai. Snaha Ahmad Kan Abdali (žena Timur Šah Durranija) je bila hči Alamgirja II.
Po mnenju nekaterih zgodovinarjev se zdi, da je palačo obnovil Zaman Šah Durrani leta 1795, ki je bila nato uničena v vojaških spopadih; ruševine iz antičnih časov pa ostajajo. Tuji vojaki Isafa so dokumentirali ruševine nekdanjega gradu.
Nova palača je bila zgrajena v 1920-ih za namestitev afganistanske kraljeve družine. Švedska pisateljica spominov Aurora Nilsson (znana tudi kot Rora Asim Kan), ki je v letih 1926–27 živela v Afganistanu s svojim afganistanskim možem, v svojih spominih opisuje, kako jo je kraljica Soraja povabila v palačo, da bi opisala zahodnjaški način življenja in običaje kraljici in kraljevi materi.
27. decembra 1979 je Sovjetska zveza začela svojo intervencijo v Afganistanu. Tisti večer je sovjetska vojska sprožila operacijo Storm-333, v kateri je približno 700 vojakov, vključno s 54 vojaki specialnih sil KGB iz skupine Alpha Group in Zenith Group, vdrlo v palačo in ubilo generalnega sekretarja PDPA Hafizulaha Amina, ki je tam prebival od 20. decembra.
Med sovjetsko-afganistansko vojno je služila kot štab sovjetske 40. armade. Palača je bila močno poškodovana v letih po sovjetskem umiku iz Afganistana, ko so se različne frakcije afganistanskih mudžahidov borile za nadzor nad Kabulom po padcu vlade voditelja PDPA Mohammada Najibulaha, ki ga je podpirala Moskva leta 1992.
Afganistanska vlada je v sodelovanju z nemško vlado pripravila načrte za prenovo palače za uradno uporabo, za kar so bila potrebna sredstva zasebnih donacij bogatih Afganistancev. Ti načrti so bili zadržani za nedoločen čas, saj si je afganistanska vlada prizadevala vzpostaviti mir in stabilnost. Podoben načrt je bil odobren za bližnjo palačo Darul Aman, ki je bila popolnoma prenovljena in odprta za javnost na dan neodvisnosti Afganistana, avgusta 2019.
Leta 2021 je bila palača v celoti obnovljena.

## Galerija
- Tadž Begova palača leta 2012
- Pogled na palačo iz ptičje perspektive leta 2012
- Porušena palača
- Porušena palača
- Fotografija zahodne strani palače med sovjetskim napadom 27. decembra 1979
- Palača en dan po napadu